# 新幾內亞戰役
新幾內亞戰役（英語：New Guinea campaign）是第二次世界大戰太平洋戰爭的一部分，從1942年1月持續到1945年8月戰爭結束。戰役的第一階段從1942年初開始，日本入侵澳大利亞管理的新幾內亞領地（1月23日）、巴布亞領地（3月8日）、荷屬新幾內亞（3月29日/3月30日開始），這些地區是荷屬東印度群島的一部分。戰役的第二階段從1942年末到日本投降，盟軍（主要由澳大利亞和美國軍隊組成）首先從巴布亞，然後新幾內亞，最後從荷屬新幾內亞掃除大日本帝國勢力。
新幾內亞戰役導致日本慘敗並蒙受巨大損失，伤亡超过12万。负责新几内亚东部作战的日军第18军（下辖第20师团、第41师团、第51师团等部队）截至1945年11月1日仅剩11524人，其中将校1330名，士兵10194名。與多數太平洋岛屿战场上一樣，日军生命更多的被疾病和飢餓奪走，而非敵人的攻擊行動。大多數日本軍隊甚至沒有接觸過盟軍，而是簡單地受到美國海軍有效封鎖。駐軍被圍困，無法獲得食品和醫療用品。例如日军第20师团1943年10月至1944年1月降低到定数的三分之一以下。自1944年8月开始配发的食品甚至降低到0，只能采取现地自活的方法，以sakusaku（一种新几内亚当地食物）以及薯类作物等充饥。因此，有些人聲稱97％的日本人在新幾內亞戰役中因非戰鬥原因喪生。
根據歷史學家約翰·拉芬（John Laffin）的說法，新幾內亞戰役可以說是第二次世界大戰期間中盟軍遭遇到最艱苦的戰鬥。